# Petites Musiques de chambre
Petites musiques de chambre (titre original : Ein Mann für jede Tonart) est un film allemand réalisé par Peter Timm et sorti en 1993.

## Synopsis
Une cantatrice séduit deux hommes en même temps, un docteur et un critique musical.

## Fiche technique
- Titre original : Ein Mann für jede Tonart
- Réalisation : Peter Timm
- Scénario : Peter Timm d'après le roman Ein Mann für jede Tonart de Hera Lind (de) (1989)
- Photographie : Fritz Seemann
- Musique : Konstantin Wecker (de), Chris Walden
- Montage : Pia Fritsche
- Durée : 92 minutes
- Date de sortie : 11 février 1993 ( Allemagne)

## Distribution
- Katja Riemann: Pauline Frohmut
- Henry Hübchen: Georg Lalinde
- Uwe Ochsenknecht: Klaus Klett
- Gudrun Landgrebe: Hella Müller-Lalinde
- Maren Schumacher: Usch
- Herta Däubler-Gmelin: Dirigentin in Schröpfingen
- Christof Wackernagel: Organist in Schröpfingen

## Distinctions
- 1993 : Guild of German Art House Cinemas[2].